# Kwamena Turkson
Papa Kwamena Andze Turkson, född 17 januari 1976 i Bäckaby, är en svensk tidigare boxare
som innehar två bronsmedaljer från Europamästerskapen.
Han representerade Sverige vid olympiska sommarspelen 1996 i Atlanta, där han i herrarnas tungviktsklass (– 91 kilo) förlorade i andra omgången mot Kubas Félix Savón.
Kwamena tillhörde under några år världseliten inom tungviktsboxning och var som bäst rankad fyra i världen.

### Fotnoter
1. ↑  ”Sports Reference: Kwamena Turkson”. Arkiverad från originalet den 4 november 2012. https://web.archive.org/web/20121104065546/http://www.sports-reference.com/olympics/athletes/tu/kwamena-turkson-1.html. Läst 16 april 2012.